# 824 (numero)
Ottocentoventiquattro (824) è il numero naturale dopo l'823 e prima dell'825.

## Proprietà matematiche
- È un numero pari.
- È un numero composto con 8 divisori: 1, 2, 4, 8, 103, 206, 412, 824. Poiché la somma dei suoi divisori (escluso il numero stesso) è 736 < 824, è un numero difettivo.
- È un numero rifattorizzabile in quanto divisibile per il numero dei propri divisori.
- È un numero nontotiente (per cui la equazione φ(x) = n non ha soluzione).
- È un numero odioso.
- È un numero congruente.
- È parte delle terne pitagoriche (618, 824, 1030), (824, 1545, 1751), (824, 10563, 10625), (824, 21210, 21226), (824, 42432, 42440), (824, 84870, 84874), (824, 169743, 169745).

## Astronomia
- 824 Anastasia è un asteroide della fascia principale del sistema solare.
- NGC 824 è una galassia a spirale barrata della costellazione della Fornace.

## Astronautica
- Cosmos 824 è un satellite artificiale russo.